# Jaworowy Mur

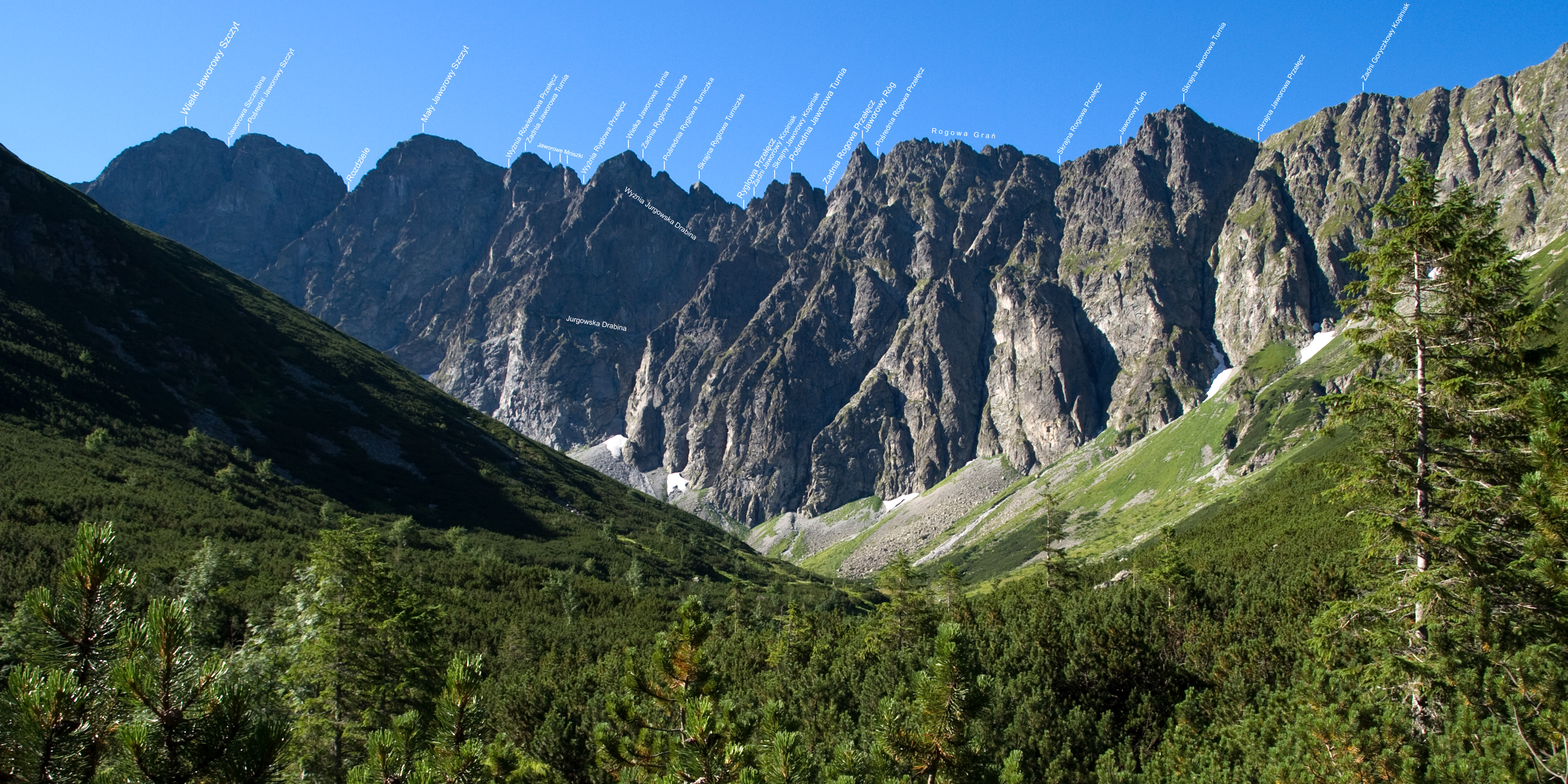
Jaworowy Mur (podpisane formacje)

Jaworowy Mur – mur skalny w Tatrach zamykający od południa Dolinę Zadnią Jaworową. Tworzą go urwiska Jaworowego Szczytu (Javorový štít), Małego Jaworowego Szczytu (Malý Javorový štít) i Jaworowych Turni (Javorové veže) rozciągające się na długości blisko 2 km i mające do ok. 450 metrów wysokości. Jaworowy Mur należy do najpotężniejszych i najwspanialszych tego typu formacji w Tatrach. Do Doliny Jaworowej najniżej schodzi lewy filar północnej ściany Rogowej Grani.